# Грамс, Эдуард Густавович
Эдуард Грамс (род. 18 октября 1964, Караганда) — советский и германский самбист, дзюдоист и сумоист, чемпион и призёр чемпионатов СССР по самбо, чемпион и Европы и мира по самбо, мастер спорта СССР международного класса. Чемпион и призёр чемпионатов Германии по дзюдо. Призёр чемпионатов Бельгии по дзюдо. Чемпион Европы по сумо, призёр чемпионатов мира по сумо.

## Спортивные результаты

### Самбо
- Чемпионат СССР по самбо 1988 года — ;
- Чемпионат СССР по самбо 1990 года — ;
- Чемпионат СССР по самбо 1991 года — ;

### Дзюдо
- Открытый чемпионат Германии по дзюдо 1992 года — ;
- Открытый чемпионат Бельгии по дзюдо 1993 года — ;
- Открытый чемпионат Германии по дзюдо 1993 года — ;
- Чемпионат Германии по дзюдо 1993 года — ;
- Чемпионат Германии по дзюдо 1994 года — ;
- Открытый чемпионат Бельгии по дзюдо 1994 года — ;